# Gianni Musy
Giovanni « Gianni » Musy (né à Milan le 3 août 1931 et mort à Mentana le 7 octobre 2011) est un acteur italien . Il est parfois crédité comme Gianni Glori ou comme Gianni Musy Glori, surtout au début de sa carrière d'acteur au cinéma. Il a également travaillé dans le doublage.

## Biographie
Gianni Musy est né à Milan en 1931. Fils des comédiens Enrico Glori et Gianna Pacetti, il a commencé sa carrière en tant qu'enfant acteur à l'âge de onze ans. Il a étudié à l'Académie des Beaux Arts de Rome. À partir de la fin des années 1950, il commencé une carrière en tant qu'acteur de genre, cantonné dans des rôles de méchant. Il est mieux connu grâce à son travail à la télévision, notamment dans la série télévisée RAI Le inchieste del commissario Maigret, E le stelle stanno a guardare et Dov'è Anna.
Gianni Musy était également très actif en tant que doubleur de voix. Il était la principale voix italienne de Dumbledore de la série de films Harry Potter ainsi que Gandalf du Seigneur des anneaux. Il a aussi doublé des acteurs tels que Richard Harris, Marlon Brando, Christopher Plummer, Sean Connery, George Peppard et James Coburn.
Il est le père de la comédienne Stella Musy et de Mascia, née de son premier mariage avec l'actrice Rada Rassimov.
Gianni Musy est mort à Mentana d'une longue maladie le 7 octobre 2011 à l'âge de 80 ans.

## Filmographie partielle
- 1943 : Harlem
- 1949 : Le Chevalier de la révolte (Vespro siciliano) de Giorgio Pàstina.
- 1950 : Naples millionnaire
- 1951 : Il caimano del Piave de Giorgio Bianchi
- 1951 : Filumena Marturano d'Eduardo De Filippo.
- 1952 : Qui est sans péché ? (Chi è senza peccato...) de Raffaello Matarazzo.
- 1952 : L'Homme de ma vie
- 1954 :  La Fille de Palerme (La peccatrice dell'isola) de Sergio Corbucci et Sergio Grieco
- 1959 : Meurtre à l'italienne (Un maledetto imbroglio) de  Pietro Germi.
- 1962 : La Sage-femme, le Curé et le Bon Dieu (Jessica) d'Oreste Palella (it) et Jean Negulesco
- 1964 : Des pissenlits par la racine de Georges Lautner.
- 1966 : L'Homme qui rit (L'Uomo che ride) de Sergio Corbucci.
- 1967 : Per amore ... per magia ...
- 1972 : Girolimoni, il mostro di Roma de Damiano Damiani.
- 1973 : Le Boss de Fernando Di Leo.
- 1973 : Il sogno di Zorro.
- 1977 : Le Cynique, l'Infâme et le Violent
- 1981 : Asso
- 1983 : State buoni se potete de Luigi Magni
- 1985 : Impiegati de Pupi Avati.
- 1988 : Compagni di scuola de Carlo Verdone.
- 1991 : Faccione
- 1993 : Giovanni Falcone
- 2004 : À corps perdus (en Belgique) ou Écoute-moi (en France) (titre original :  Non ti muovere) de Sergio Castellitto.
- 2012 : Piazza Fontana : la conspiration italienne
- 2012 : 11 settembre 1683 (aussi The Day of the Siege: September Eleven 1683) de Renzo Martinelli : Carlo Cristofori

## Rôles de doublage

### Animation
- Zeus dans Hercule
- Billy Bones dans La Planète au trésor : Un nouvel univers
- Kashekim Nedakh dans Atlantide, l'empire perdu
- Grand Schtroumpf dans Les Schtroumpfs
- Le maire Tortoise John dans Rango

### Personnages
- Albus Dumbledore dans Harry Potter à l'école des sorciers
- Albus Dumbledore dans Harry Potter et la Chambre des Secrets
- Albus Dumbledore dans Harry Potter et le prisonnier d'Azkaban
- Albus Dumbledore dans Harry Potter et la coupe de feu
- Albus Dumbledore dans Harry Potter et l'Ordre du Phénix
- Albus Dumbledore dans Harry Potter et le prince de sang-mêlé
- Albus Dumbledore dans Harry Potter et les reliques de la mort - Partie 1
- Albus Dumbledore dans Harry Potter et les reliques de la mort - Partie 2
- Gandalf dans Le Seigneur des anneaux : La Communauté de l'anneau
- Gandalf dans Le Seigneur des anneaux : Les Deux Tours
- Gandalf dans Le Seigneur des anneaux : Le Retour du roi
- Ki-Adi-Mundi dans Star Wars, épisode I : La Menace fantôme
- Ki-Adi-Mundi dans Star Wars, épisode II : L'Attaque des clones
- Ki-Adi-Mundi dans Star Wars, épisode III : La Revanche des Sith